# Мощаниця (Польща)
Мощаниця (пол. Moszczanica) — село в Польщі, у гміні Старий Диків Любачівського повіту Підкарпатського воєводства.
Населення — 496 осіб (2011).

## Історія
На 01.01.1939 в селі було 1110 мешканців, з них 480 українців-грекокатоликів, 360 українців-римокатоликів, 220 поляків (переважно в колонії Вітки) і 50 євреїв. Місцева греко-католицька парафія належала до Чесанівського деканату Перемишльської єпархії. Село входило до ґміни Старий Диків Любачівського повіту Львівського воєводства Польської республіки.
За Люблінською угодою Польщі віддане Надсяння, поляки вели терор проти українців. 7.09.1944 р. поляки вбили 37-річного Общанського Миколу, 15.11.1945 р. — 65 річного Богуцького Івана, а 22.11.1945 р. польське військо приїхало в село для виселення українців, за втікаючими відкрили вогонь і вбили чотирьох селян. Поляки грабували в селян худобу і збіжжя. Українське населення внаслідок виселення українців у 1945 році в СРСР і депортації в 1947 році в рамках акції Вісла на понімецькі території Польщі вбите або вивезене зі своєї історичної батьківщини. Жителі села в рядах ОУН і УПА чинили опір етноциду.
Дерев'яну церкву святого Михаїла в селі збудували в 1719 р., відновили в 1930 р. Була філіяльною церквою парафії Цівків Чесанівського деканату Перемиської єпархії.
У 1975—1998 роках село належало до Перемишльського воєводства.

## Демографія
Демографічна структура станом на 31 березня 2011 року:
|          | Загалом | Допрацездатний вік | Працездатний вік | Постпрацездатний вік |
| -------- | ------- | ------------------ | ---------------- | -------------------- |
| Чоловіки | 233     | 44                 | 153              | 36                   |
| Жінки    | 263     | 60                 | 132              | 71                   |
| Разом    | 496     | 104                | 285              | 107                  |